# Pia Pera
Pia Pera (Lucca, 12 marzo 1956 – Lucca, 26 luglio 2016) è stata una scrittrice, saggista e traduttrice italiana.

## Biografia
Figlia del giuslavorista Giuseppe Pera e della filosofa Elvira Genzone Pera, fu allieva di Isabel de Madariaga: divenne quindi  professoressa di letteratura russa all'università di Trento, svolgendo in pari tempo attività di traduttrice dal russo di autori classici e contemporanei. Tradusse l'Eugenio Onegin di Puškin e Un eroe del nostro tempo di Michail Lermontov. Scrisse vari libri di narrativa e saggistica e negli ultimi anni anche di giardinaggio, arte a cui si era appassionata e di cui curò una rubrica settimanale sulla rivista Diario e la rubrica apprendista di felicità sul mensile Gardenia, dal 2007 fino alla morte. Nel 2007 contribuì alla realizzazione di Pia come la canto io, concept album di Gianna Nannini basato sulla figura di Pia de' Tolomei. 
Malata dal 2012 di sclerosi laterale amiotrofica, morì nel 2016 all'età di 60 anni.

## Nella cultura di massa
- A lei e allo scrittore Rocco Carbone è dedicato il libro di Emanuele Trevi, Due vite, vincitore del Premio Strega 2021.

## Opere

### Libri
- I vecchi credenti e l'anticristo (Marietti Editore, 1992)
- La bellezza dell'asino (Marsilio 1992)
- Diario di Lo (Marsilio 1995)
- L'arcipelago di Longo Maï. Un esperimento di vita comunitaria, (Baldini e Castoldi, 2000); seconda edizione: Milano, Ponte alle Grazie, 2022, ISBN 978-88-3331-922-3
- L'orto di un perdigiorno. Confessioni di un apprendista ortolano (Ponte alle Grazie, 2003; TEA, 2015)
- Il giardino che vorrei (Electa, 2006; Ponte alle Grazie, 2015)
- Contro il giardino dalla parte delle piante (Ponte alle Grazie, 2007)
- Giardino & ortoterapia (Salani, 2010)
- Le vie dell'orto (Terre di mezzo, 2011).
- Al giardino ancora non l'ho detto (Ponte alle Grazie, 2016).
- Le virtù dell'orto (Ponte alle Grazie 2016, postumo), seconda edizione corretta e ampliata di Giardino & ortoterapia (Salani 2010).

### Traduzioni e curatele
- Avvakum Petrovič, Vita dell'arciprete Avvakum scritta da lui stesso, Adelphi, Milano 1986
- Nadežda Andreevna Durova, Memorie del cavalier-pulzella, Sellerio, Palermo ©1988
- Aleksandr Nikolaevič Afanas'ev, Fiabe russe proibite, con un saggio introduttivo di Boris Andreevič Uspenskij e le note comparative attribuite a Giuseppe Pitré; Garzanti, Milano 1990
- Aleksandr Abramovič Kabakov, L'uomo che non volle tornare, A. Mondadori, Milano 1990
- Viktor Erofeev, La bella di Mosca, Rizzoli, Milano 1991
- Aleksandr Ivanovič Herzen, Dall'altra sponda, introduzione di Isaiah Berlin, Adelphi, Milano 1993
- Vasilij Peškov, Eremiti nella taiga, A. Mondadori, Milano 1994
- Michail Alekseevič Kuzmin, La trota spezza il ghiaccio, L'obliquo, Brescia 1994
- Leonid Ivanovič Dobyčin, La città di Enne, traduzione e postfazione di Pia Pera, Feltrinelli, Milano 1995
- Aleksandr Sergeevič Puškin, Evgenij Onegin: romanzo in versi, Marsilio, Venezia 1996
- Michail Jur'evič Lermontov, Un eroe del nostro tempo, Frassinelli, Milano 1996; con uno scritto di Vladimir Nabokov, Oscar Mondadori, Milano 2009
- Jeanette Winterson, Simmetrie amorose, Mondadori, Milano 1998
- Viktor Borisovič Šklovskij, Il mestiere dello scrittore e la sua tecnica, con i saggi di Vittorio Strada ed Emanuele Trevi, Liberal libri, Firenze 1999
- Ivan il Terribile, Un buon governo nel regno: il carteggio con Andrej Kurbskij, traduzione e prefazione di Pia Pera; con un saggio di Ja. S. Lur'e, Adelphi, Milano 2000
- Boris Akunin,
  - La regina d'inverno, Milano Frassinelli, 2000
  - Assassinio sul Leviathan, Frassinelli, Milano 2001
- Frances Hodgson Burnett, Il giardino segreto, illustrazioni di Fabian Negrin, Salani, Milano 2005
- Amos Elon, Requiem tedesco: storia degli ebrei in Germania, 1743-1933, Mondadori, Milano 2005
- Anton Čechov, Tre racconti, Voland, Roma 2010